# Fédération nationale des conseils de travailleurs

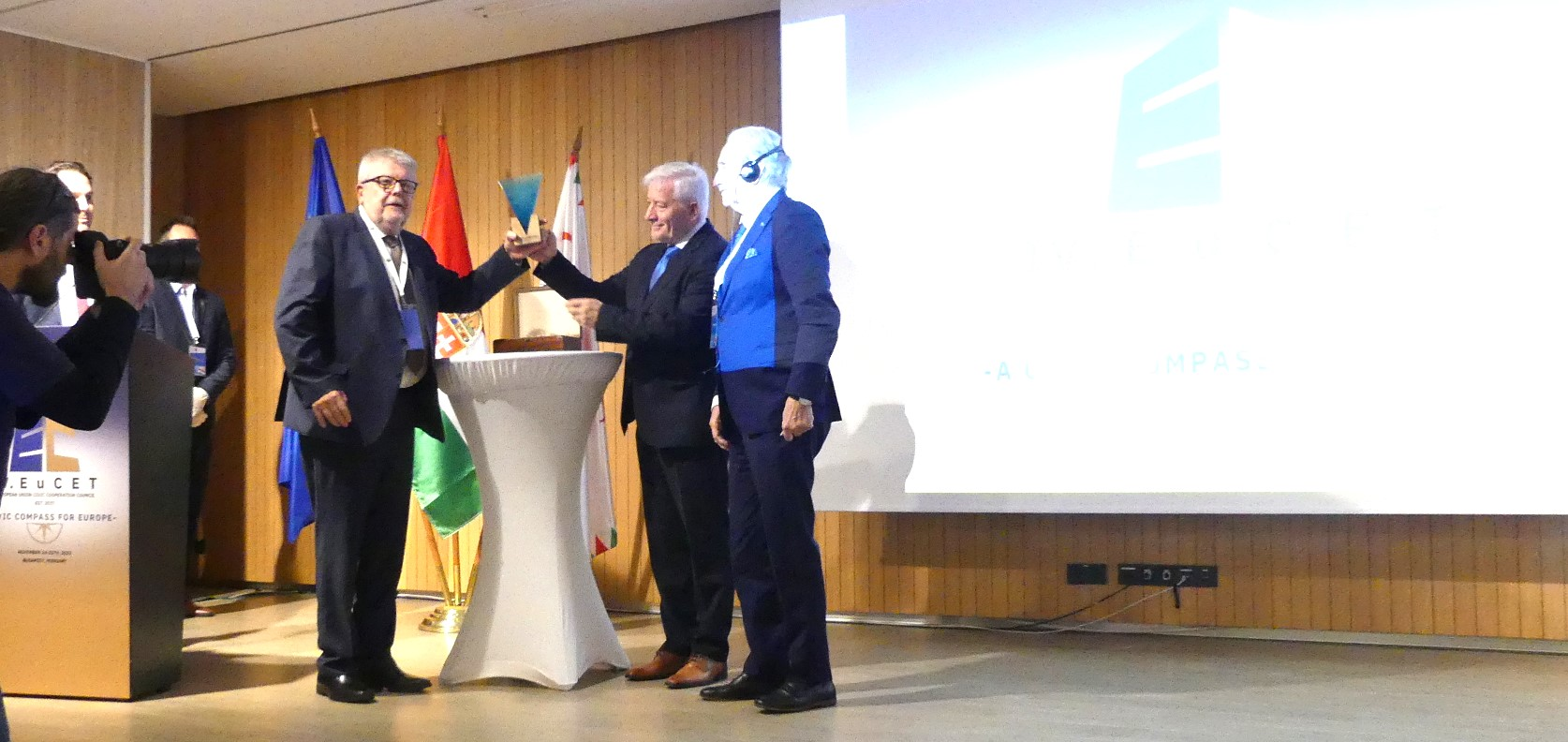
EuCET Budapest,Hongrie

La Munkástanácsok Országos Szövetsége (MOSz - Fédération nationale des conseils de travailleurs) est une centrale syndicale hongroise affiliée à la Confédération européenne des syndicats et à la Confédération syndicale internationale.